# Josh Murphy
Joshua Murphy, detto Josh (Wembley, 24 febbraio 1995), è un calciatore inglese, attaccante del Portsmouth.

## Biografia
È il gemello di Jacob Murphy.

## Carriera

### Club
Cresciuto nel settore giovanile del Norwich City, ha esordito in prima squadra il 24 settembre 2013, nella partita di Coppa di Lega vinta per 2-3 contro il Watford, sostituendo al 67º minuto Bradley Johnson e segnando il gol del momentaneo 2-1 dopo dieci minuti.
Il 16 marzo 2015 viene ceduto in prestito mensile al Wigan, che viene poi prorogato fino al termine della stagione.
Il 21 agosto passa in prestito stagionale al Milton Keynes Dons.
Il 12 giugno 2018, dopo un ottimo campionato a livello individuale, viene acquistato dal Cardiff City, neopromosso in Premier League, con cui firma un quadriennale.

### Nazionale
Ha giocato nelle nazionali giovanili inglesi Under-18, Under-19 ed Under-20.

## Statistiche

### Presenze e reti nei club
Statistiche aggiornate al 12 giugno 2018.
| Stagione            | Squadra             | Campionato          | Campionato | Campionato | Coppe nazionali | Coppe nazionali | Coppe nazionali | Coppe continentali | Coppe continentali | Coppe continentali | Altre coppe | Altre coppe | Altre coppe | Totale | Totale | Totale |
| Stagione            | Squadra             | Comp                | Pres       | Reti       | Comp            | Pres            | Reti            | Comp               | Pres               | Reti               | Comp        | Pres        | Reti        | Pres   | Reti   |        |
| ------------------- | ------------------- | ------------------- | ---------- | ---------- | --------------- | --------------- | --------------- | ------------------ | ------------------ | ------------------ | ----------- | ----------- | ----------- | ------ | ------ | ------ |
| 2013-2014           | Norwich City        | PL                  | 9          | 0          | FACup+CdL       | 2+2             | 0+1             | -                  | -                  | -                  | -           | -           | -           | 13     | 1      |        |
| 2014-mar. 2015      | Norwich City        | FLC                 | 13         | 1          | FACup+CdL       | 0+2             | 0+2             | -                  | -                  | -                  | -           | -           | -           | 15     | 3      |        |
| mar.-mag. 2015      | Wigan               | FLC                 | 5          | 0          | FACup+CdL       | -               | -               | -                  | -                  | -                  | -           | -           | -           | 5      | 0      |        |
| 2015-2016           | MK Dons             | FLC                 | 42         | 5          | FACup+CdL       | 3+1             | 1+1             | -                  | -                  | -                  | -           | -           | -           | 46     | 7      |        |
| 2016-2017           | Norwich City        | FLC                 | 27         | 4          | FACup+CdL       | 2+3             | 0+1             | -                  | -                  | -                  | -           | -           | -           | 32     | 5      |        |
| 2017-2018           | Norwich City        | FLC                 | 41         | 7          | FACup+CdL       | 2+4             | 0+4             | -                  | -                  | -                  | -           | -           | -           | 47     | 11     |        |
| Totale Norwich City | Totale Norwich City | Totale Norwich City | 90         | 12         |                 | 17              | 8               |                    | -                  | -                  |             | -           | -           | 107    | 20     |        |
| Totale carriera     | Totale carriera     | Totale carriera     | 137        | 17         |                 | 21              | 10              |                    | -                  | -                  |             | -           | -           | 158    | 27     |        |

## Palmarès

### Individuale
- Capocannoniere della Football League Cup: 1

2017-2018 (4 reti, alla pari con Samuel Sáiz e Islam Slimani)